# Challenger de Maia 2022
El torneo Maia Challenger 2022 fue un torneo de tenis perteneció al ATP Challenger Tour 2022 en la categoría Challenger 80. Se trató de la 5ª edición; el torneo tuvo lugar en la ciudad de Maia (Portugal), desde el 28 de noviembre hasta el 4 de diciembre de 2022 sobre pista de tierra batida dura bajo.

## Jugadores participantes del cuadro de individuales
| Favorito | País                  | Jugador              | Rank1 | Posición en el torneo |
| -------- | --------------------- | -------------------- | ----- | --------------------- |
| 1        | Bandera de Portugal   | Nuno Borges          | 91    | Semifinales           |
| 2        | Bandera de Austria    | Jurij Rodionov       | 122   | Cuartos de final      |
| 3        | Bandera de Suecia     | Elias Ymer           | 130   | Primera ronda         |
| 4        | Bandera de Francia    | Geoffrey Blancaneaux | 135   | Primera ronda         |
| 5        | Bandera de Australia  | Aleksandar Vukic     | 140   | Semifinales           |
| 6        | Bandera de Kazajistán | Timofey Skatov       | 146   | Segunda ronda         |
| 7        | Bandera de Italia     | Luciano Darderi      | 178   | Primera ronda         |
| 8        | Bandera de Italia     | Riccardo Bonadio     | 191   | Cuartos de final      |

- 1 Se ha tomado en cuenta el ranking del 21 de noviembre de 2022.

### Otros participantes
Los siguientes jugadores recibieron una invitación (wild card), por lo tanto ingresan directamente al cuadro principal (WC):
- Fábio Coelho
- João Domingues
- Gonçalo Oliveira

Los siguientes jugadores ingresan al cuadro principal tras disputar el cuadro clasificatorio (Q):
- Raphaël Collignon
- Denis Istomin
- Evgeny Karlovskiy
- Alexandar Lazarov
- Maximilian Neuchrist
- Gauthier Onclin

## Campeones

### Individual Masculino
- Luca Van Assche derrotó en la final a  Maximilian Neuchrist, 3–6, 6–4, 6–0

### Dobles Masculino
- Julian Cash /  Henry Patten derrotaron en la final a  Nuno Borges /  Francisco Cabral, 6–3, 3–6, [10–8]